# Обрад Лазовић
Обрад Лазовић — Живко (Блаце, 28. новембар 1924 — Београд, 18. септембар 1989) био је учесник Народноослободилачке бробе, пуковник ЈНА, друштвено-политички радник Социјалистичке Републике Србије и народни херој Југославије.

## Биографија
Рођен је 28. новембра 1924. године у Блацу. Потицао је из земљорадничке породице. Одрастао је у Блацу, где је завршио основну школу и потом започео учење трговачког заната.
Након окупације Југославије и почетка оружаног устанка у Топлици, 1941. године, његова породица је почела да сарађује са Народноослободилачким покретом (НОП). Због сарадње са Топличким партизанским одредом, четници Косте Пећанца су му заклали оца, Радоја Лазовића.
Новембра 1941. године Обрад је ступио у партизане и постао борац Јастребачке чете Топличког партизанског одреда. Тада је добио партизанско име Живко. Убрзо по доласку у партизане, учествовао је борбама за Блаце, 5. децембра 1941. године. У току лета 1942. године примљен је у чланство Комунистичке партије Југославије (КПЈ). Јула 1942. године као борац Ударне групе Топличког и Расинског партизанског одреда, учествовао је у борбама на Копаонику и Голији.
Истакао се 19. јануара 1943. године у борбама са четницима Драже Михаиловића, код села Разбојна, код Бруса. У борби прса у прса успели су да поразе четнике, предвођене Драгутином Кесеровићем. Учествовао је и у извођењу диверзантских акција, где је исказао велике способности. Налазио се на челу партизанске групе, с којом је током маја и јуна 1943. године извршио неколико упада у Блаце.
Упркос јаким снагама Српске државне страже (СДС), партизанска група предвођена Живком, успевала је да врши акције заробљавања непријатељских руководилаца — среског полицијског начелника, официре СДС, организаторе покрета Драже Михаиловића и друге непријатеље Народноослободилачког покрета.
Крајем 1943. године, постао је заменик командира чете у Јастребачком батаљону, а у децембру је био тешко рањен у борби са четницима Драже Михаиловића код села Здравиње у Расини. Фебруара 1944. године налазио се на лечењу у селу Велика Плана, под Јастребцом, када су четници под комадом Драгутина Кесеровића извршили напад на село. Иако је био још увек неизлечен, укључио се у борбу и учествовао у одбијању четничког напада. Овом успешном акцијом спасена је група рањених и болесних партизана, као и група слушалаца политичког курса, који се у то време одржавао у селу.
Поново је био рањен када је 7. јуна 1944. године, као командант Другог батаљона Пете српске ударне бригаде, јуришао на бугарске бункере приликом ослобођења Блаца. Потом је био постављен за заменика команданта Пете српске ударне бригаде, с којом је учествовао у борбама на подручју Копаоника, Косанице и Горње Јабланице, а потом у борбама у западној Србији, у ослобођењу Београда и на Сремском фронту.

### Послератни период
Након завршетка рата, наставио је службу у Југословенској народној армији (ЈНА). Најпре је био инструктор у Одељењу за заштиту народа (ОЗН) у Првој армији ЈА, а потом је након завршетка Више школе оклопних јединица ЈНА, више година био командант оклопног пука и инструктор у Управи оклопних јединица ЈНА.
После демобилизације из ЈНА, посветио се друштвено-политичком раду. Године 1966. је на допунским изборима био изабран за посланика Савезне скупштине СФРЈ, а априла 1967. године је на редовним изборима био изабран за савезног народног посланика. Априла 1969. године био је изабран и за посланика Скупштине СР Србије. Касније је био члан Савета СР Србије.
Преминуо је 18. септембра 1989. године у Београду и сахрањен је у Алеји народних хероја на Новом гробљу у Београду.
Носилац је Партизанске споменице 1941. и других југословенских одликовања, међу којима су — Орден заслуга за народ другог реда, Орден братства и јединства другог реда, Орден за храброст, Орден за војне заслуге другог реда и Орден партизанске звезде трећег реда. Од иностраних одликовања, истиче се Партизански крст НР Пољске. Орденом народног хероја одликован је 6. јула 1953. године.